# Marston's (warenhuis)
Marston's was een warenhuis in San Diego, Californië, en werd opgericht door stadsbestuurder George Marston. Het had een hoofdvestiging in het stadscentrum aan Sixth Street en opende twee vestigingen in de buitenwijken voordat het in 1961 werd verkocht aan The Broadway.

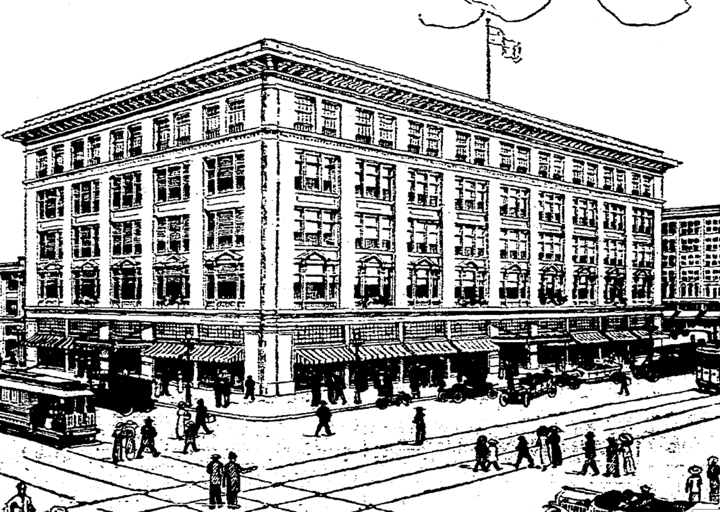
Het gebouw van Marston uit 1912, inmiddels gesloopt, van een advertentie

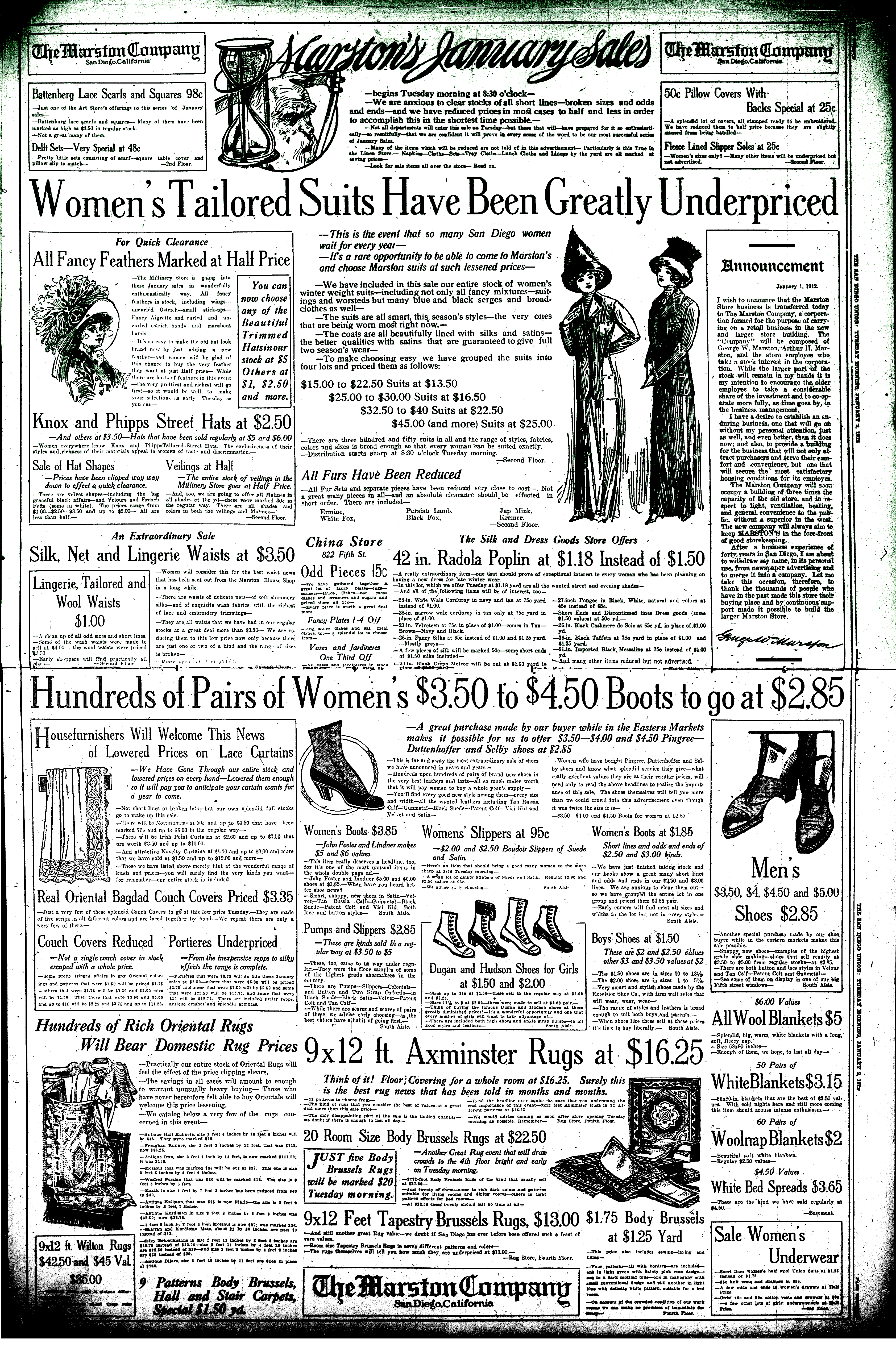
Advertentie van Marston in de, 2 januari 1912

De San Diego Downtown News noemde de winkel het 'beste' warenhuis van San Diego en noemde het 'elegant'. Het tijdschrift Golden Era publiceerde een advertentie waarin Marston's werd uitgeroepen tot 'het toonaangevende warenhuis van San Diego'.

## Geschiedenis
Marston begon zijn carrière in de handel in 1870 op 20-jarige leeftijd als assistent-boekhouder in de winkel en het kantoor van Aaron Pauly. Hij werkte daar twee jaar, waarna hij een jaar lang als klerk werkte voor Joseph Nash, die zijn winkel voor kruidenierswaren, textiel en kleding aanprees als 'de goedkoopste ... in de stad". In 1873 kochten Marston en zijn beste vriend en collega-klerk bij Pauly's, Charles Hamilton, de zaak van Nash en runden deze samen.
In 1878 ging Marston alleen verder en opende hij zijn eigen kleding- en textielwinkel aan Fifth Avenue, tussen G Street en H (nu Market) Street. In 1881 breidde de winkel uit naar Fifth Avenue 509 in een nieuw gebouw met twee verdiepingen.
In 1896 verhuisde Marston's naar C Street 427 (zuidwestelijke hoek van Fifth Avenue en C Street), met de bouw van een groot neorenaissancegebouw dat $ 60.000 kostte, voor hem gebouwd door zijn oom, Stephen W. Marston. Dit gebouw van vier verdiepingen had brede gangpaden, een open binnenplaats van de begane grond tot aan het dak en een nieuwigheid: een lift. Het pand is getransformeerd tot een kantoorgebouw en staat bekend als het Marston Building. 
In 1907 voerde Marston's voor $ 15.000 verbeteringen door aan zijn winkel, waardoor de opslagruimte op de derde verdieping werd veranderd in 460 m² extra verkoopruimte, die werd gebruikt voor damesondergoed en kousen, en als paskamers. Er werd ook geld uitgegeven aan nieuwe armaturen en interieurdecoratie.
In 1912 verhuisde Marston's naar zijn definitieve locatie aan de overkant van Fifth Avenue. In 1954 breidde Marston's uit met een nieuwe, zes verdiepingen tellende aanbouw aan Fifth Avenue. Daarmee werd het hele blok aan de noordkant van C Street, tussen Fifth en Sixth Avenue (gesloopt in de jaren 1960), in beslag genomen. In 1960 voegde Marston's een meubelafdeling toe aan het voormalige Parmelee-Dohrmann-gebouw (Seventh Street en C Street). 

### Tearoom
De tearoom met 190 zitplaatsen, het eerste restaurant bij Marston's waar men eten kon serveren met bediening aan tafel, werd geopend op 27 april 1955. Het werd ontworpen door architect Sam Hamill uit San Diego. Er stonden verschillende Japanse schermen van 200 tot 400 jaar oud. De zuilen waren bedekt met varkensleer en op de vloer van de eetkamer en in de hal lag grijsgroen tapijt. Het menu bestond uit kokosroomtaart, in punten gesneden sandwiches met pindakaas en jam zonder korst, een Pacific Paragon-saladesandwich, tomaten gevuld met hüttenkäse en een bevroren fruitsalade met slagroomdressing, geserveerd met sandwiches met kalkoengehakt. Sandwiches kosten tussen de $ 0,95 en $ 1,50 en bestonden onder andere uit Zwitserse kaas en kalkoen met thousand island dressing, corned beef op pumpernickel en een clubsandwich met vruchtenaspic. Tijdens dagelijkse modeshows liepen modellen tussen de tafels waar de laatste mode werd gepresenteerd.

### Nalatenschap
Marston's verkocht zijn winkels in 1961 aan The Broadway. 
In 1962 werd de 18.644 m² grootte vestiging in het Chula Vista Center geopend, nog steeds onder de naam Marston's. Deze vestiging stond vooral bekend om zijn muurschilderingen, in de muurschilderingen van het Orange Tree Restaurant die missies, sinaasappelboomgaarden en bergen afbeelden; in het vrouwengedeelte "Fashion Circle" gebouwen in de gebieden South Bay en Coronado, waaronder Hotel del Coronado; in het mannengedeelte het Spaanse erfgoed van het gebied en de scheepvaartactiviteiten van begin 19e eeuw, en rancheros op weg naar een feest, en de oude haven; in het jongensgedeelte de Montgomery-zweefvliegtuigvlucht van 1833 en de Spirit of St. Louis.
De vlaggenschipwinkel in het stadscentrum werd in 1969 gesloopt toen Broadway een grote nieuwe winkel opende in het nieuwe Fashion Valley Mall. De vestigingen van het Grossmont Center en het Chula Vista Center werden Broadway-winkels en zijn nu Macy's-winkels.